# Arteriole
Arteriolen (lat. Arteriolae, Singular Arteriola) sind kleine Arterien, die im Blutkreislauf hinter den Arterien und vor den Kapillaren liegen. Ihre venösen Entsprechungen bezeichnet man als Venolen.
Arteriolen und Venolen sind die feinsten, noch mit bloßem Auge sichtbaren Blutgefäße. Man kann sie zum Beispiel an der Sclera des Auges als feine Gefäßzeichnung (Episcleralgefäße) erkennen.
Arteriolen sind wesentlich an der Durchblutungsregulation eines Gewebes und an der Regulation des Blutdrucks beteiligt, da sie durch Verengung oder Erweiterung die durchfließende Blutmenge verändern können.

## Aufbau und Funktion

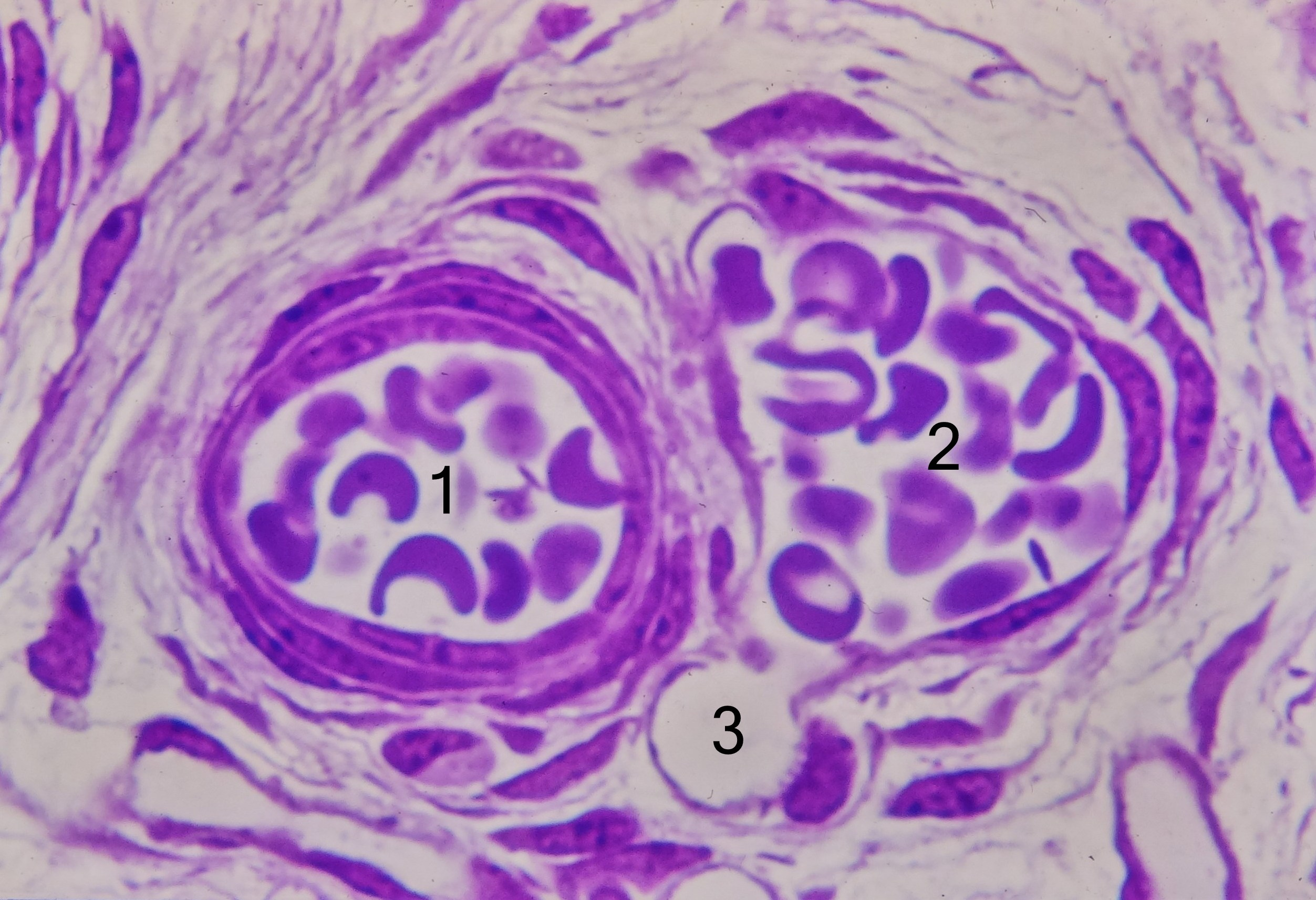
Lichtmikroskopisches Schnittbild kleiner Blutgefäße. 1 Arteriole. 2 Venole mit einmündender Kapillare 3 (Kresylviolettfärbung)

Der Wandaufbau von Arteriolen gleicht dem von Arterien, man unterscheidet Intima, Media und Adventitia.
Die Media ist zwar nur schwach, aber die glatte Muskulatur in dieser Mittelschicht vermag die Arteriole vollständig zu verschließen, was bei größeren Arterien nicht der Fall ist. Dieser Verschluss sorgt dafür, dass das sich anschließende Kapillarbett nicht von Blut durchströmt wird und dadurch wenig beanspruchte Gewebe und Organe auch wenig durchblutet werden.
In den Arteriolen nimmt der Reibungswiderstand des Blutes stark zu, Fließgeschwindigkeit und Blutdruck nehmen dagegen ab. Funktionell bezeichnet man Arteriolen daher als Widerstandsgefäße. Bereits geringe Veränderungen der Lumenweite von Arteriolen einer Körperregion haben einen großen Einfluss auf den Blutdruck.
Arteriolen haben einen Innendurchmesser von unter 100 Mikrometern. Der genaue Grenzwert ab dem von einer Arteriole gesprochen wird, schwankt von Autor zu Autor. Manche Autoren definieren Arteriolen als jene Gefäße, die im Gegensatz zu den vorgeschalteten Arterien nur noch eine durchgehende Lage von glatten Muskelzellen besitzen, während andere auch davor liegende Gefäße mit zwei bis drei Lagen glatter Muskelzellen schon zu den Arteriolen zählen.